# Лабиринт. Подвиги Тесея
«Лабиринт. Подвиги Тесея» — рисованный мультипликационный фильм по мотивам древнегреческих мифов режиссёра Александры Снежко-Блоцкой.

## Сюжет
Тесей, сын афинского царя Эгея (на самом деле — бога морей Посейдона), был воспитан кентавром по имени Хирон. Теперь настало время вернуться к своему земному отцу в Афины. Оттащив камень, Тесей находит под ним новый меч и сандалии, но кентавр предупреждает, что сила в руках Тесея должна служить только добру. И вот Тесей идёт домой к отцу Эгею, но по дороге освобождает окрестности от яростного вепря, за что его награждают. Теперь на пути Тесея встаёт коварный разбойник Прокруст. Тесей подкрепился у Прокруста, но, как только он лёг отдохнуть на ложе, то попал в ловушку. Узнав от Прокруста, что он собирается отрубить ему ноги, Тесей освобождается и отрубает злодею голову.
Достигнув Афин, Тесей узнаёт, что прибыл корабль с острова Крит, который приходит раз в девять лет, чтобы забрать семь девушек и семерых юношей в качестве дани на съедение чудовищу Минотавру. Тесей отправляется на этом корабле на Крит, чтобы убить Минотавра. Перед этим он говорит отцу, что в случае победы он заменит чёрный парус на белый. Увидев, что сын прощается с матерью, Тесей встал на его место. И вот вся компания отправилась воевать с Минотавром, но по дороге все танцуют, надеясь на победу.
Вскоре корабль прибывает на Крит. Тесей и его компания заходят в Лабиринт. Дочь царя Миноса, сестра Минотавра, Ариадна, даёт Тесею свою путеводную нить, надеясь на то, что он расправится с Минотавром один на один. Вскоре внутри дворца на пути Тесея и его компании встаёт Минотавр, и начинается поединок героя и чудовища. Через некоторое время Тесей всё же сумел убить Минотавра и выбраться из лабиринта вместе с его компанией. Вместе с Ариадной Тесей уплывает домой.
Минос, узнав, что лишился не только Минотавра, но и дочери, взывает о помощи к Дионису, богу виноделия, которого он постоянно восхваляет. Дионис помогает Миносу и возвращает ему дочь.
В финале Тесей возвращается в Афины под чёрным парусом, поскольку белый был утерян во время бури, устроенной Дионисом. Решив, что Тесея растерзал Минотавр, царь Эгей с горя бросается в море и тонет. Вновь появляется кентавр Хирон и надевает на голову Тесея корону Эгея, говоря, что его ожидают ещё более славные подвиги.

## Создатели
- Автор сценария: Алексей Симуков
- Режиссёр: Александра Снежко-Блоцкая
- Художник-постановщик: Александр Трусов
- Композитор: Виталий Гевиксман
- Оператор: Борис Котов
- Звукооператор: Борис Фильчиков
- Художники-мультипликаторы: Виктор Шевков, Юрий Бутырин, Борис Бутаков, Леонид Каюков, Николай Фёдоров, Олег Софронов, Елизавета Комова, Ольга Орлова
- Роли озвучивали:
  - Алексей Консовский — Тесей
  - Александр Граве — советник царя Эгея / старик с посохом / царь Крита Минос / стражник Миноса
  - Виктор Кольцов — царь Афин Эгей, отец Тесея
  - Яков Беленький — кентавр Хирон
  - Анатолий Папанов — разбойник Прокруст
  - Юрий Андреев — вперёдсмотрящий на корабле Тесея
  - Наталья Кустинская — дочь Миноса Ариадна
  - Софья Зайкова — мать одного из юношей
  - Лев Фричинский — бог вина Дионис

## Отзывы
Широко известен цикл фильмов Александры Снежко-Блоцкой по мифам древней Греции. В содружестве с художником Александром Трусовым они представили зрителям своё видение богов, античных героев, медуз, Минотавра и других до этого времени непривычных для зрителя персонажей. В этом жанре Снежко-Блоцкая тоже стала первооткрывателем и успела снять пять картин: «Возвращение с Олимпа» (1969), «Лабиринт» (1971), «Аргонавты» (1972), «Персей» (1973), «Прометей» (1974).— Сергей Капков